# Joe Webb
Joseph Webb, Jr. (Birmingham, 14 novembre 1986) è un giocatore di football americano statunitense che gioca nel ruolo di quarterback per gli Houston Texans della National Football League (NFL). Fu scelto dai Vikings nel corso del sesto giro (199º assoluto) del Draft NFL 2010. Al college giocò a football presso l'Università dell'Alabama a Birmingham.

## Carriera universitaria
Dopo aver frequentato nel suo ultimo anno di superiori la Wenonah High School, Webb passò all'Università dell'Alabama giocando nel ruolo di quarterback con i UAB Blazers con cui fu redshirt nel suo primo anno universitario (cioè poteva giocare ed allenarsi con la squadra senza però disputare incontri ufficiali). Nel 2006 non scese in campo prima dell'11ª gara in calendario, ma nelle ultime due partite cui prese parte si mise in mostra chiudendo la stagione con 426 yard e 33 passaggi su 51 tentativi, in particolare lanciò per 289 yard nel match contro l'Università della Florida Centrale facendo segnare il miglior risultato in una singola partita per un quarterback dei Blazers in quell'anno. Nel 2007 giocò 7 match come quarterback con un massimo di 200 yard lanciate e 14 passaggi su 26 completati, ma cominciò ad essere impiegato anche come wide receiver chiudendo la stagione con 459 yard corse, 30 ricezioni e 3 touchdown all'attivo.
Il 2008 fu la prima stagione in cui Webb venne impiegato con regolarità, prendendo parte come quarterback titolare a tutti e 12 gli incontri in programma. Egli chiuse la stagione al 15º posto a livello nazionale tra i quarterback passando per 2367 yard e correndo per 1021. A fine stagione fu eletto dai propri compagni di squadra come capitano permanente. Nel 2009 chiuse la propria carriera universitaria con altre 2299 yard passate e 1427 yard corse che gli permisero di diventare il primo quarterback nella storia della NCAA a passare per più di 2000 yard e correre per più di 1000 in due stagioni consecutive.

## Carriera professionistica

### Minnesota Vikings
Al Draft NFL 2010 Webb, che non era stato invitato alla NFL Combine del medesimo anno, fu selezionato nel sesto giro come 199ª scelta assoluta dai Minnesota Vikings, inizialmente come wide receiver ma in seguito spostato nel ruolo di quarterback dall'allenatore capo Brad Childress.

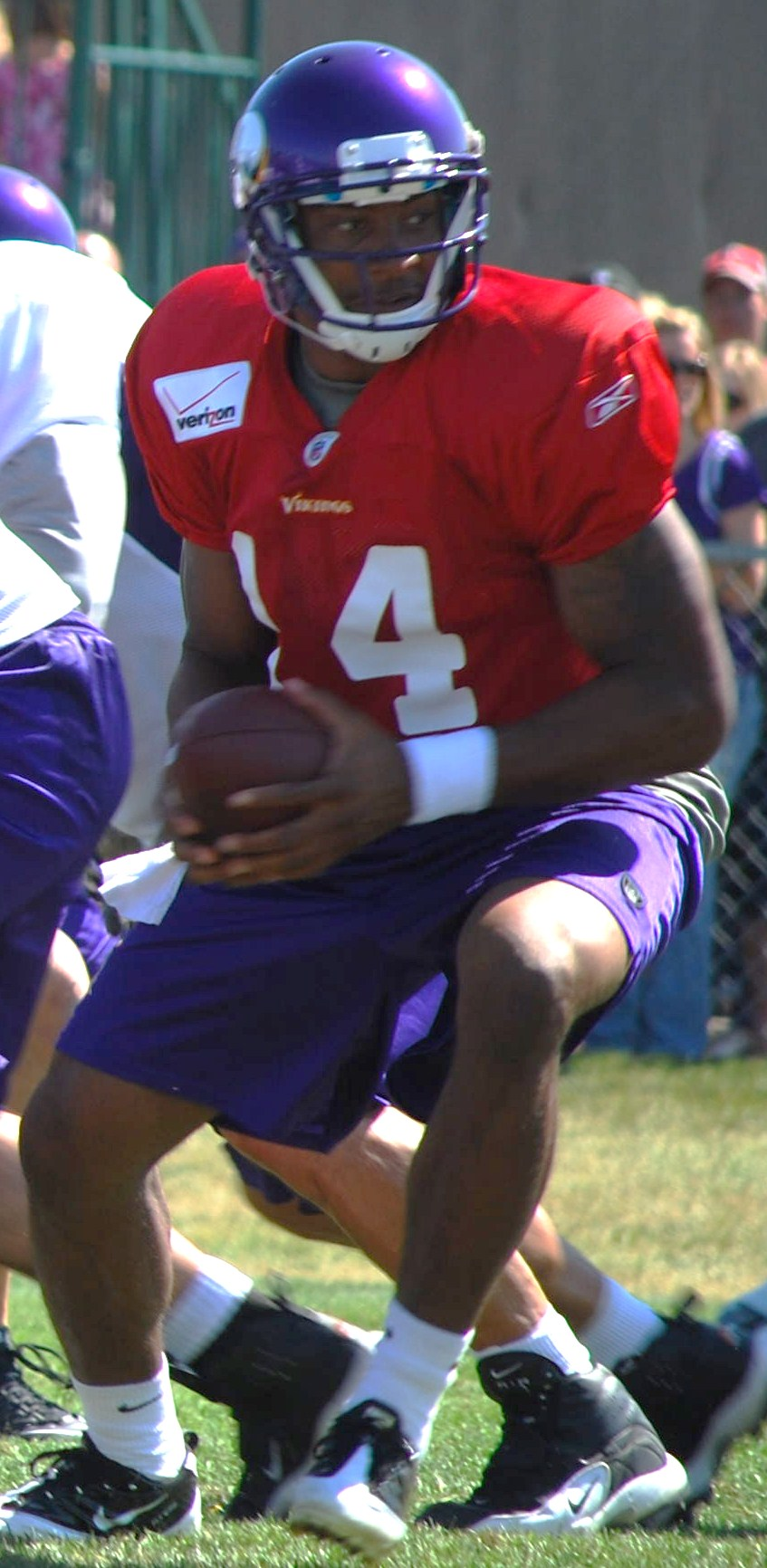
Webb nel 2011

Nel 2010 si trovò davanti una stella come Brett Favre e scese pertanto in campo in sole 5 occasioni di cui 2 da titolare, proprio in sostituzione dell'infortunato Favre, nei match contro Chicago Bears e Philadelphia Eagles. Webb chiuse la stagione con 477 yard passate per un totale di 54 passaggi completi su 89 tentativi.
Nel 2011 cambiò il quarterback titolare (Favre si ritirò definitivamente dal football giocato e i Vikings selezionarono Christian Ponder nel primo giro del Draft) ma Webb rimase il backup quarterback di Minnesota, anche se arrivò a disputare 11 incontri di cui 1 da titolare (come wide receiver nel match contro i Denver Broncos). In particolare va sottolineata la sua apparizione nel match in cartello la settimana 14 contro i Detroit Lions in cui subentrò ad un Ponder panchinato dopo il terzo intercetto subito in quella gara: Webb, entrato nel 3º quarto quando i Vikings erano sotto per 31-14 riuscì a portare i compagni di squadra a riacciuffare la partita lanciando un passaggio da touchdown al compagno di squadra Toby Gerhart e correndo per 109 yard, stabilendo così il record di franchigia per yard corse in una singola partita da un quarterback.
Nel 2012 non fu invece mai impiegato nella stagione regolare ma, dopo l'infortunio di Ponder nell'ultima gara in programma, fu schierato titolare nell'NFC Wild Card Game contro i Green Bay Packers. Webb in quella partita fu uno dei punti deboli di Minnesota, passò per soli 11 completi su 30 tentativi e 180 yard, subendo un intercetto e lanciando per un solo touchdown.
Nel 2013, con la firma di Matt Cassel come quarterback di riserva, Webb viene spostato dallo staff degli allenatori nel ruolo di wide receiver, con cui si giocherà le sue possibilità di permanenza in squadra durante la pre-stagione.

### Carolina Panthers
Terminato il contratto che lo legava ai Vikings, Webb divenne un free agent ed il 21 marzo 2014 firmò con i Carolina Panthers un contratto della durata di un anno, tornando a giocare nel ruolo di quarterback.

### Buffalo Bills
Nella settimana 14 della stagione 2017, Webb subentrò nel secondo tempo all'infortunato Nathan Peterman in un New Era Field innevato, con la squadra che vinse ai supplementari e chiudendo la partita con 35 yard passate e un intercetto subito.

## Palmarès

### Franchigia
- National Football Conference Championship: 1

Carolina Panthers: 2015

## Statistiche
| Partite totali         | 17   |
| Partite da titolare    | 3    |
| Yard lanciate*         | 853  |
| Touchdown passati*     | 3    |
| Intercetti subiti*     | 5    |
| Passer rating*         | 67,7 |
| Yard su ricezione      | -    |
| Touchdown su ricezione | -    |

* come quarterback